# Fontaine Notre-Dame de Larmor-Plage
La fontaine Notre-Dame est située rue «Beg-Tal-Men» à Larmor-Plage dans le Morbihan.

## Historique
La fontaine, ainsi que ses murets d'enceinte, est un site naturel classé par arrêté du 8 août 1931, annoncé par presse comme classement au titre des monuments historiques en septembre 1931. La base Mérimée indique une inscription au titre des monuments historiques par arrêté le 9 septembre 1933.

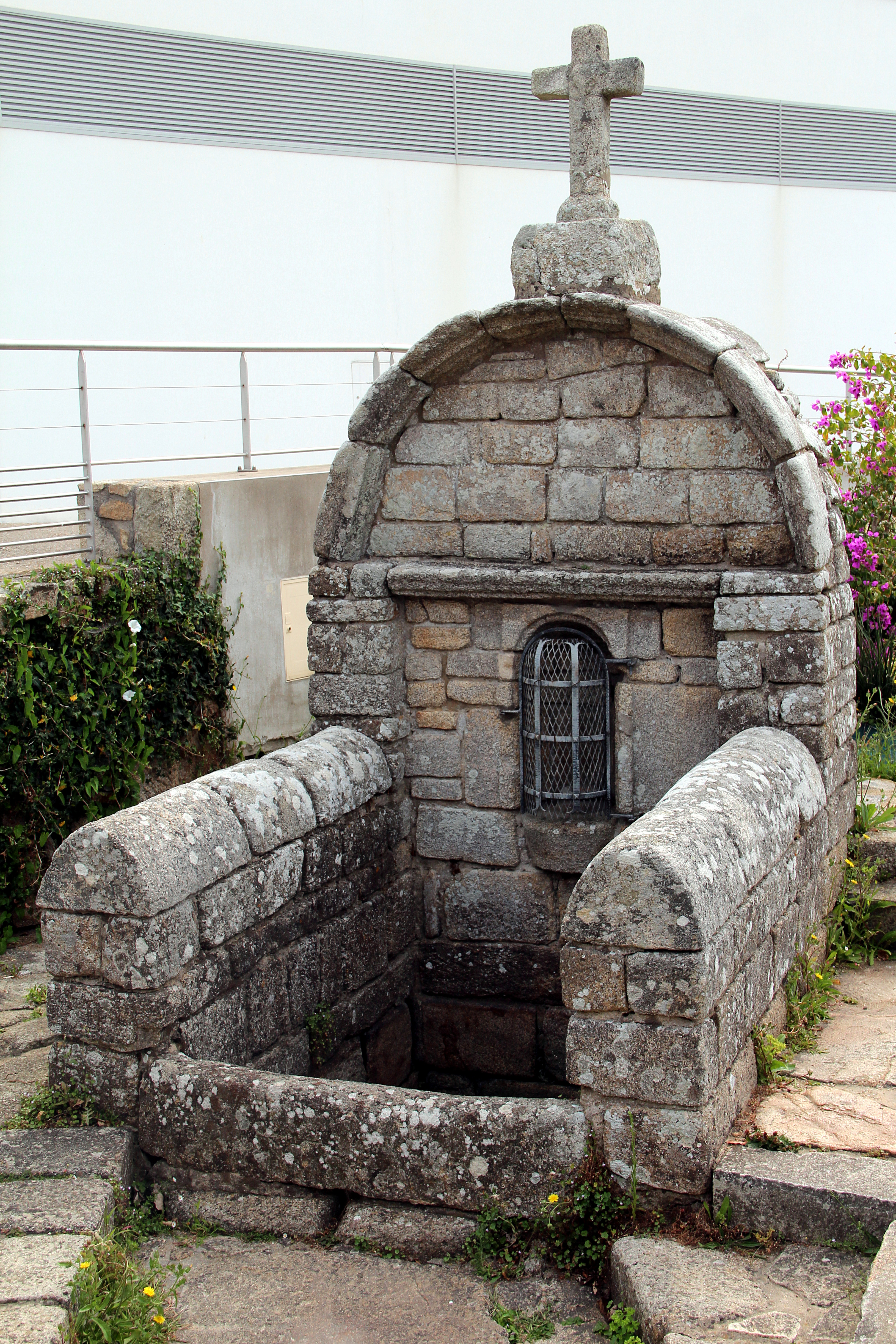
La fontaine Notre-Dame à Larmor-Plage.